# Виколунго
Виколу̀нго (на италиански: Vicolungo; на пиемонтски: Vich Long, Вик Лонг, на местен диалект: Vidlunch, Видлюнк) е село и община в Северна Италия, провинция Новара, регион Пиемонт. Разположено е на 170 m надморска височина. Населението на общината е 873 души (към 2014 г.).